# Хопкинс, Мел
Ме́лвин (Мел) Хо́пкинс (англ. Melvyn "Mel" Hopkins; 7 ноября 1934, Истрад, Гламорган — 18 октября 2010, Уэртинг, Юго-Восточная Англия) — валлийский футболист, наиболее известный по своим выступлениям за «Тоттенхэм Хотспур».

## Биография

### Ранние годы
Родился в семье шахтёра.

### Карьера в клубах
Ещё 15-летним подростком начал тренироваться в резерве «Тоттенхэма». В 1952 году дебютировал в основном составе команды, с которой выиграл Кубок обладателей кубков УЕФА 1962/63 и Кубок Англии 1961/62. В 1959 году он получил серьёзную травму после столкновения с нападающим сборной Шотландии Ианом Сент-Джоном, из-за которой пропустил сезон 1960/61, когда «шпоры» сделали «золотой дубль».
В сезоне 1964/65 Мел перешёл в «Брайтон энд Хоув Альбион», с которым в первый же сезон вышел в Третий дивизион.
Завершил карьеру после сезона 1969/70, когда он вместе с «Брэдфорд Парк Авеню» вылетел в Северную Премьер-Лигу.

### Карьера в сборной
Выступал за национальную сборную Уэльса, был участником итогового турнира чемпионата мира 1958 года в Швеции, где валлийцы в четвертьфинале уступили будущим чемпионам — бразильцам. Сам Хопкинс отыграл все пять матчей своей команды на турнире: кроме игры с Бразилей, это были встречи группового этапа с Мексикой, Швецией и дважды с Венгрией.

### Последние годы
В 2003 году Футбольной ассоциацией Уэльса был награждён за вклад в развитие футбола. Вечером 18 октября 2010 года скончался в уэртингском хосписе после продолжительной болезни.

## Матчи Хопкинса за сборную
| Матчи Хопкинса за сборную Уэльса | Матчи Хопкинса за сборную Уэльса | Матчи Хопкинса за сборную Уэльса | Матчи Хопкинса за сборную Уэльса | Матчи Хопкинса за сборную Уэльса | Матчи Хопкинса за сборную Уэльса | Матчи Хопкинса за сборную Уэльса |
| -------------------------------- | -------------------------------- | -------------------------------- | -------------------------------- | -------------------------------- | -------------------------------- | -------------------------------- |
| №                                | Дата                             | Оппонент                         | Счёт                             | Голы Хопкинса                    | Соревнование                     |                                  |
| 1                                | 11 апреля 1956                   | Северная Ирландия                | 1:1                              | 0                                | ДЧВ-1955/56                      |                                  |
| 2                                | 20 октября 1956                  | Шотландия                        | 2:2                              | 0                                | ДЧВ-1956/57                      |                                  |
| 3                                | 14 ноября 1956                   | Англия                           | 1:3                              | 0                                | ДЧВ-1956/57                      |                                  |
| 4                                | 10 апреля 1957                   | Северная Ирландия                | 0:0                              | 0                                | ДЧВ-1956/57                      |                                  |
| 5                                | 1 мая 1957                       | Чехословакия                     | 1:0                              | 0                                | Отборочные матчи ЧМ-1958         |                                  |
| 6                                | 19 мая 1957                      | ГДР                              | 1:2                              | 0                                | Отборочные матчи ЧМ-1958         |                                  |
| 7                                | 26 мая 1957                      | Чехословакия                     | 0:2                              | 0                                | Отборочные матчи ЧМ-1958         |                                  |
| 8                                | 25 сентября 1957                 | ГДР                              | 4:1                              | 0                                | Отборочные матчи ЧМ-1958         |                                  |
| 9                                | 19 октября 1957                  | Англия                           | 0:4                              | 0                                | ДЧВ-1957/58                      |                                  |
| 10                               | 13 ноября 1957                   | Шотландия                        | 1:1                              | 0                                | ДЧВ-1957/58                      |                                  |
| 11                               | 12 января 1958                   | Израиль                          | 2:1                              | 0                                | Отборочные матчи ЧМ-1958         |                                  |
| 12                               | 5 февраля 1958                   | Израиль                          | 2:1                              | 0                                | Отборочные матчи ЧМ-1958         |                                  |
| 13                               | 16 апреля 1958                   | Северная Ирландия                | 1:1                              | 0                                | ДЧВ-1957/58                      |                                  |
| 14                               | 8 июня 1958                      | Венгрия                          | 1:1                              | 0                                | Финальные матчи ЧМ-1958          |                                  |
| 15                               | 11 июня 1958                     | Мексика                          | 1:1                              | 0                                | Финальные матчи ЧМ-1958          |                                  |
| 16                               | 15 июня 1958                     | Швеция                           | 0:0                              | 0                                | Финальные матчи ЧМ-1958          |                                  |
| 17                               | 17 июня 1958                     | Венгрия                          | 2:1                              | 0                                | Финальные матчи ЧМ-1958          |                                  |
| 18                               | 19 июня 1958                     | Бразилия                         | 0:1                              | 0                                | Финальные матчи ЧМ-1958          |                                  |
| 19                               | 18 октября 1958                  | Шотландия                        | 0:3                              | 0                                | ДЧВ-1958/59                      |                                  |
| 20                               | 26 ноября 1958                   | Англия                           | 2:2                              | 0                                | ДЧВ-1958/59                      |                                  |
| 21                               | 22 апреля 1959                   | Северная Ирландия                | 1:4                              | 0                                | ДЧВ-1958/59                      |                                  |
| 22                               | 17 октября 1959                  | Англия                           | 1:1                              | 0                                | ДЧВ-1959/60                      |                                  |
| 23                               | 4 ноября 1959                    | Шотландия                        | 1:1                              | 0                                | ДЧВ-1959/60                      |                                  |
| 24                               | 12 апреля 1961                   | Северная Ирландия                | 5:1                              | 0                                | ДЧВ-1960/61                      |                                  |
| 25                               | 19 апреля 1961                   | Испания                          | 1:2                              | 0                                | Отборочные матчи ЧМ-1962         |                                  |
| 26                               | 18 мая 1961                      | Испания                          | 1:1                              | 0                                | Отборочные матчи ЧМ-1962         |                                  |
| 27                               | 28 мая 1961                      | Венгрия                          | 2:3                              | 0                                | Товарищеский матч                |                                  |
| 28                               | 11 апреля 1962                   | Северная Ирландия                | 4:0                              | 0                                | ДЧВ-1961/62                      |                                  |
| 29                               | 12 мая 1962                      | Бразилия                         | 1:3                              | 0                                | Товарищеский матч                |                                  |
| 30                               | 16 мая 1962                      | Бразилия                         | 1:3                              | 0                                | Товарищеский матч                |                                  |
| 31                               | 22 мая 1962                      | Мексика                          | 1:2                              | 0                                | Товарищеский матч                |                                  |
| 32                               | 20 октября 1962                  | Шотландия                        | 2:3                              | 0                                | ДЧВ-1962/63                      |                                  |
| 33                               | 7 ноября 1962                    | Венгрия                          | 1:3                              | 0                                | Отборочные матчи ЧЕ-1964         |                                  |
| 34                               | 3 апреля 1963                    | Северная Ирландия                | 4:1                              | 0                                | ДЧВ-1962/63                      |                                  |

Итого: 34 матча / 0 забитых гола; 8 побед, 12 ничьих, 14 поражений.

## Достижения

### Командные
Как игрока «Тоттенхэм Хотспур»:
- Кубок обладателей кубков УЕФА:
  - Победитель: 1962/63
- Первый дивизион Футбольной лиги:
  - Второе место: 1956/57, 1962/63
- Кубок Англии:
  - Победитель: 1961/62

Как игрока «Брайтон энд Хоув Альбион»:
- Четвёртый дивизион Футбольной лиги:
  - Победитель: 1964/65 (выход в Третий дивизион)